# Quaderns de queixes

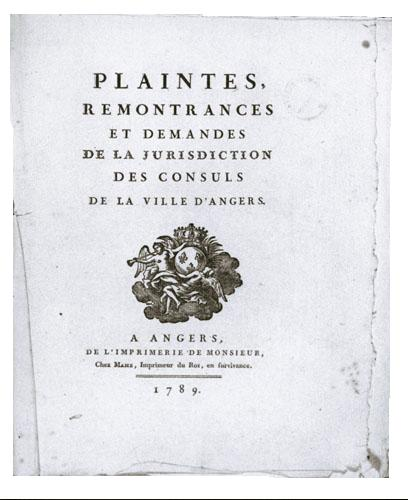
Quadern de queixes de Angers del 1789

Els quaderns de queixes (en francés cahiers de doléances) van ser uns memorials o registres que les assemblees de cada circumscripció francesa encarregada d'elegir els diputats als Estats Generals omplien amb peticions i queixes. Encara que eren usats des del segle xiv, els més famosos són els de 1789, per la seva importància en la Revolució Francesa. El rei francès Lluís XVI va convocar, el maig de 1789, els Estats Generals els electors dels tres estaments, la noblesa (primer estat), el clergat (segon estat) i la resta del poble (tercer estat), redactaren uns "Quaderns de Queixes" (cahiers de doléances), on exposaven al monarca un seguit de peticions.
Els quaderns del clergat i la noblesa s'aferraven als seus privilegis, però demanaven la fi de les despeses excessives, la regulació de les duanes interiors, un sistema unitari de mesures, la llibertat de premsa i la reunió periòdica dels Estats Generals. La burgesia i la noblesa defensaven la necessitat d'una monarquia constitucional i la necessitat d'emprendre reformes administratives segons les seves necessitats. El tercer estat va afegir la llibertat d'expressió, de reunió i de comerç, la igualtat dels tres estaments i l'abolició del delme, la jurisdicció i el monopoli de la caça. Els jornalers demanaren terres i mostraren la seva preocupació pels preus i els salaris. Els pagesos propietaris exigien la supressió d'impostos i refermaren els seus drets davant qualsevol reforma agrària